# JEdit
jEdit — багатоплатформовий редактор з відкритим сирцевим кодом, написаний на мові Java. Версія 4.3 вимагає віртуальну машину Java версії 1.5.0 чи вище, версія 4.2 є останньою версією, підтримує версії JVM 1.3 чи 1.4.
jEdit призначений в першу чергу для програмістів, він має широкі можливості налаштувань, підсвічування синтаксису більш аніж для 130 форматів файлів, підтримує UTF-8 та багато інших кодувань.
Функціональність програми може бути розширена за допомогою макросів, написаних на BeanShell, Jython, JavaScript та інших скриптових мовах. На початок 2008 року розроблено й доступно для встановлення 177 додатків.

## Функціональні можливості
- Назначувані гарячі клавіші для будь-яких операцій
- Необмежені можливості скасування операцій
- Підтримка буферів обміну (регістри)
- Маркери — запам’ятовування міток у тексті
- Дані для редагування кількох файлів
- Розбиття вікна редагування по вертикалі й горизонталі
- Регулярні вирази для пошуку й заміни
- Пошук та заміна у декількох файлах
- Робота з блоками виділення
- Перенесення за словами

## Архітектура
Java Platform, Enterprise Edition

## Розробка
Розробку jEdit започатковано у 1998 році. Автором оригінальної ідеї та автором ядра редактора виступив Слава Пестов, який у 2005 році покинув проєкт, передавши розробку як ядра, так й додатків до редактора спільноті вільного програмного забезпечення.